# 관리관계
관리관계란 행정주체가 공물/공기업 등을 관리/경영하는 것과 같이 공권력의 주체로서가 아니라 사업의 관리주체의 지위에서 국민과 맺는 법률관계를 말한다. 관리관계는 전래적 의미의 공법관계, 단순고권관계, 비권력관계라고도 한다.  관리관계에서는 법치주의 완화, 공정력/집행력/불가쟁력 등이 부인되며 원칙적으로 사법의 적용대상이며 분쟁의 경우 당사자 쟁송에 의하여 해결된다. 다만 공익실현과 밀접한 관련이 있는 범위 내에서만 예외적으로 공법적 규율을 받는다.

## 예
하천, 도로 등 공물관리, 철도/우편 등 공기업 관리

## 참고 문헌
- 김철용, 행정법 2(김철용)(제5판), 박영사. (ISBN 9788910513230)